# Leptodactylus labrosus
Leptodactylus labrosus és una espècie de granota que viu al Perú i a l'Equador.
Està amenaçada d'extinció per la pèrdua del seu hàbitat natural.